# Ho-glaslaser
Een Ho-glaslaser is een vastestoflaser waarbij het actief medium bestaat uit met holmium (Ho) gedopeerd glas.
Deze glaslaser is een goedkoop alternatief voor een Ho-YAG-laser in toepassingen met laag vermogen, dus gepulst met lage frequentie. Toepassingen liggen in de chirurgie.